# Gnom (silnik)

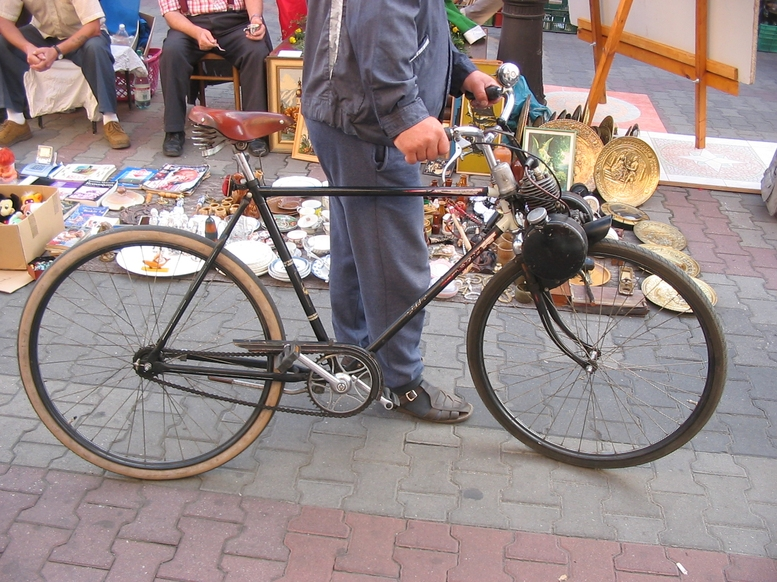
Rower z silnikiem Gnom

Gnom – doczepny spalinowy silnik rowerowy produkowany w Zakładach Metalowych Wrocław Psie Pole w latach 50. XX wieku. Był to silnik dwusuwowy jednocylindrowy chłodzony powietrzem. Napęd przekazywany był na przednie koło roweru za pomocą dociskanej do opony koła rolki. Rolka osadzona była bezpośrednio na wale korbowym. Produkowany był w dwóch wersjach - 0,4 KM i 0,6 KM różniących się średnicą gardzieli gaźnika i średnicą dyszy paliwowej, oraz stopniem sprężania.
Powstała również wersja silnika przystosowana do montażu zarówno na rowerze jak i, po dołączeniu śruby, za burtą kajaka bądź łodzi. Wersja ta posiadała zmodyfikowaną osłonę magneta z zaczepami na dołączaną śrubę oraz zaczepy do odpalania "na linkę".

## Dane techniczne
- Średnica cylindra - 38 mm
- Skok tłoka - 40 mm
- Pojemność skokowa - 45 cm3
- Stopień sprężania - 4,5 (6,0 w wersji R-01B)
- Pojemność zbiornika paliwa - 1 l
- Masa - 9 kg (nie zalany)
- Zużycie paliwa 1,4 l/ 100 km przy prędkości 20 km/h
- Prędkość maksymalna 27 km/h (35km/h wersja R01B)